# Crepaccio (Improvvisazione)
Crepaccio (Improvvisazione) è un dipinto a olio su tela (110x110 cm) realizzato nel 1914 dal pittore Vasily Kandinsky. È conservato nella Städtische Galerie im Lenbachhaus di Monaco.